# Junges Italien

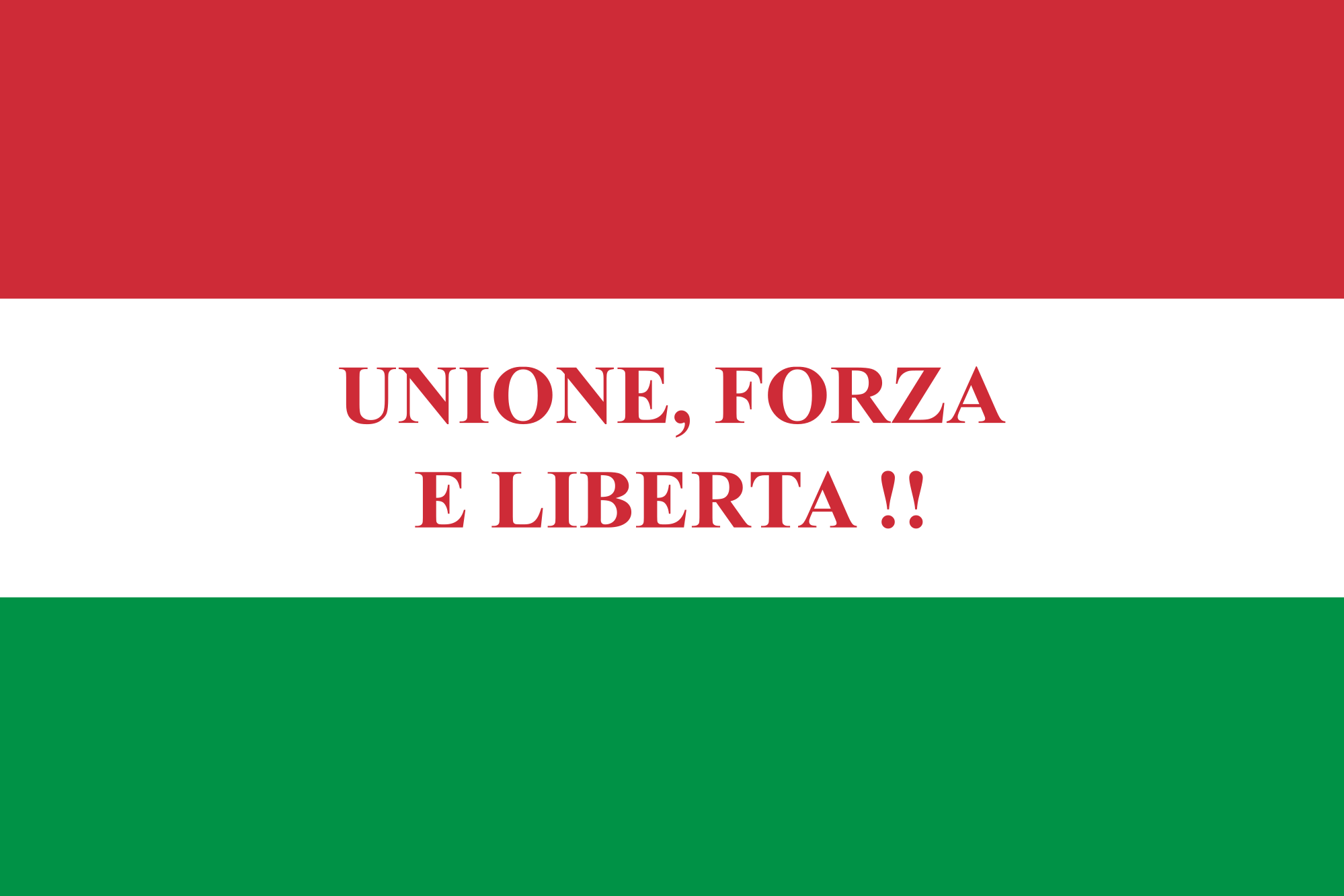
Flagge der „Giovine Italia“

Junges Italien (italienisch Giovine Italia, auch Giovane Italia) war der Name einer von Giuseppe Mazzini 1831 in Marseille gegründeten politischen, radikaldemokratischen Vereinigung des Risorgimento (der Periode des italienischen Einigungsprozesses im 19. Jahrhundert), die zur Zeit des  Metternichschen Systems eine unitarische, unabhängige italienische Republik schaffen wollte. Nach Einschätzung Metternichs hatte die Bewegung nie mehr als 1000 aktive Mitglieder, sie wurde jedoch indirekt von deutlich mehr Menschen unterstützt, indem diese bspw. ihre verbotenen Schriften lasen. Am 5. Mai 1848 wurde die Vereinigung endgültig aufgelöst, und Mazzini gründete an ihrer Stelle die Associazione Nazionale Italiana.

## Italien nach dem Wiener Kongress

Italien nach dem Wiener Kongress

Wie fast alle europäische Staaten war auch Italien von der territorialen und politischen Neuordnung Europas betroffen, die die europäischen Großmächte unter wesentlichem Einfluss des österreichischen Außenministers  Klemens Wenzel Lothar Fürst von Metternich nach dem Sturz Napoleon Bonapartes 1814/15 auf dem Wiener Kongress ausarbeiteten und die auf den Prinzipien der Restauration, Legitimität und Solidarität beruhte. Die alte, auf Partikularismus und Fremdherrschaft beruhende Ordnung wurde in ihren Grundzügen wiederhergestellt, sodass Italien nach 1815 in mehrere Einzelstaaten zersplittert war, wobei vor allem vier große Machtfaktoren die italienische Landkarte bestimmten: Das bourbonische Königreich beider Sizilien im Süden, der  päpstliche Kirchenstaat in Mittelitalien, im Norden das von den Savoyern regierte, um Ligurien erweiterte Königreich Sardinien-Piemont sowie die um das Veltlin und Venetien erweiterte Lombardei, die der österreichischen Habsburgermonarchie als Königreich Lombardo-Venetien zugesprochen worden war. Daneben existierte noch eine Reihe kleinerer Herzogtümer, etwas das Großherzogtum Toskana als habsburgischer Satellitenstaat oder die Herzogtümer Parma und Modena.
Ähnlich wie in Deutschland bildete sich in den folgenden Jahrzehnten in Opposition zum bestehenden System eine nationale Bewegung heraus, die sich gegen die staatliche Zersplitterung und für einen einheitlichen Nationalstaat aussprach. Verbunden war diese Forderung nicht selten mit dem Wunsch nach konstitutionellen Reformen im Sinne des Liberalismus. Die demokratische Bewegung ging hingegen noch weiter und postulierte eine demokratische Veränderung der Verhältnisse durch eine „Revolution von unten“ nach Vorbild der  Französischen Revolution. Ein früher Verfechter des Republikanismus war Filippo Buonarroti. In der napoleonischen Zeit entstand der Geheimbund der Carbonari, der ebenfalls, wenn auch in unklarer Ausprägung, nationales und liberales Gedankengut verkörperte. Frühe Aufstände, die 1820 bzw. 1821 in Neapel und im Piemont ausbrachen, wurden ebenso wie die Revolten, die 1831 im Kirchenstaat infolge der Pariser Julirevolution aufflammten, niedergeschlagen.

## Die Gründung des „Jungen Italien“ und „Jungen Europa“
In der Tradition der nun zerschlagenen Carboneria stehend, zugleich sich jedoch von ihr abgrenzend und in der Absicht, deren Fehler zukünftig zu vermeiden, gründete der Genueser Jurist Giuseppe Mazzini, selbst ehemaliges Mitglied der Carbonari, im Juli 1831 in Marseille die Vereinigung „Giovine Italia“. Kampfdevise der Bewegung wurde der Spruch L’Italia farà da sé (dt.: Italien wird es selber schaffen). Beim Eintritt in die Bewegung musste ein jedes Mitglied den folgenden Eid schwören: „Im Namen Gottes und Italiens – im Namen aller Märtyrer, die für die heilige Sache Italiens unter den Schlägen fremder und einheimischer Tyrannen gefallen sind – im Glauben an die von Gott dem italienischen Volk übertragene Sendung und an die Pflicht eines jeden Italieners, an ihrer Erfüllung mitzuarbeiten – […] trete ich dem „Jungen Italien“ bei, dem Bund von Männern, […] und schwöre, mich ganz und immer der Aufgabe zu weihen, gemeinsam mit ihnen Italien zu einer einigen, unabhängigen Republik zu machen […].“
Wenig später wurde die gleichnamige Zeitung als Sprachrohr der Bewegung gegründet. Angestrebt wurde auch eine Zusammenarbeit mit anderen nationalen Bewegungen innerhalb Europas, vor allem dem „Jungen Deutschland“ und „Jungen Polen“, was seinen Niederschlag 1834 in der Gründung der Vereinigung „Junges Europa“ in Bern fand. Einig waren sich all diese Bewegungen im Kampf gegen das als reaktionär und absolutistisch angesehene „System Metternich“, das demokratische Ansätze in Europa zu unterdrücken suchte.

## Zerschlagung, Neuorganisation und Ende der Bewegung

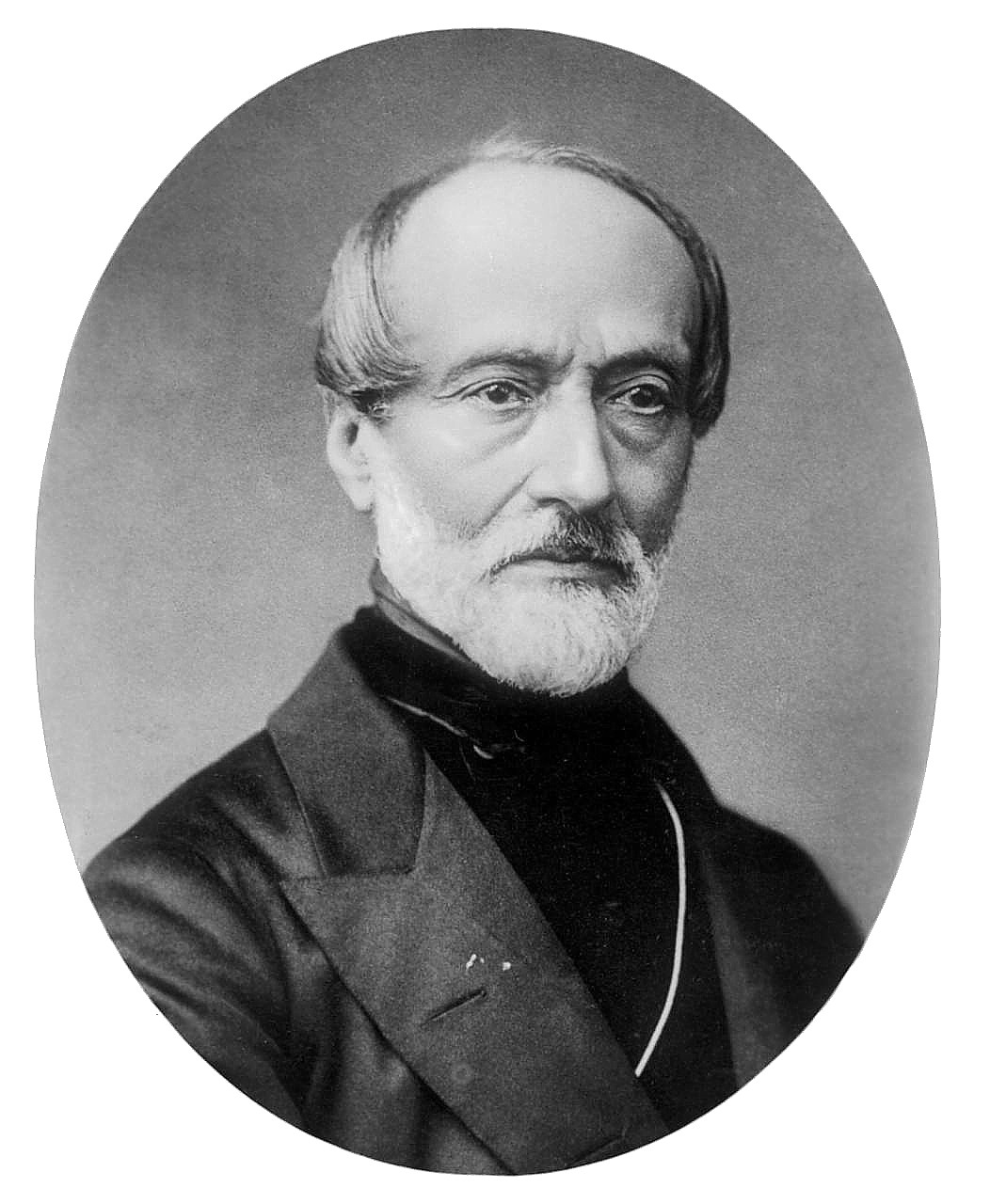
Giuseppe Mazzini, Gründer der „Giovine Italia“, in einer Fotografie von 1860

Die Bewegung „Giovine Italia“ wurde von den Regierungen verfolgt, wobei zu bemerken ist, dass einige Mitglieder der Vereinigung auch Attentate und Aufstände für gerechte Mittel im Kampf um das nationale Selbstbestimmungsrecht hielten. Der Versuch, sich in Savoyen eine Ausgangsbasis zu schaffen, endete in den Jahren 1833/1834 mit einer Serie von Prozessen und der faktischen Zerschlagung der Vereinigung. Diese bildete sich 1838 in Großbritannien neu. Mazzini, der die Vereinigung am 5. Mai 1848 auflöste und an ihrer Stelle die „Associazione Nazionale Italiana“ gründete, beteiligte sich 1849 als einer der  Triumvirn an der Regierung der kurzlebigen  Römischen Republik. Die Revolution verfehlte jedoch zunächst wie fast überall in Europa ihre wesentlichen Ziele, der Kirchenstaat wurde von französischen Truppen zurückerobert, und aus den Kämpfen in Oberitalien ging Österreich nach den Schlachten von Custozza und Novara siegreich hervor und konnte so den von der Bewegung abgelehnten Status quo fürs Erste noch einmal zementieren.
Die Initiative ging in der Folgezeit an das Königreich Sardinien-Piemont über, das unter Viktor Emanuel II. und Ministerpräsident Camillo Benso Graf von Cavour zunächst eine liberale Reform seines Staates vornahm, und im Zuge der erneuten Kriege gegen Österreich (1859/1869) mit französischer Hilfe die Österreicher aus der Lombardei vertreiben und die Einigung Italiens vollziehen konnte. Damit war zwar die von der Bewegung geforderte Einheit Italiens spätestens mit der Annexion Roms 1871 politische Realität geworden, jedoch nicht wie erwünscht als Ergebnis einer reinen Volksbewegung „von unten“, sondern auch unter maßgeblicher Beteiligung „von oben“. Insofern musste sich Mazzini, der Gründer der Bewegung, am Ende seines Lebens eingestehen, dass seine Ziele nicht wirklich erreicht worden waren – so sagte er einmal: „Avevo creduto di evocare l'anima dell'Italia, ma non mi trovo di fronte che ad un cadavere.“ (dt.: „Ich hatte gedacht, die Seele Italiens zu beleben, aber ich stehe vor nichts weiter als einem Kadaver.“)